# Hilflosigkeit
Hilflosigkeit beschreibt einerseits ein subjektives Gefühl, andererseits einen objektiven Tatbestand. In seiner Urbedeutung steht der Begriff für die Abwesenheit von Hilfe. Daraus abgeleitet werden ein Zustand von Armut und Rechtlosigkeit sowie die daraus resultierende Befindlichkeit von Leid, Jammer, Sorge (Kummer) und Unglück sowie – in einer Verfestigung der Lage – von Not.

## Subjektives Gefühl
Das individuelle Gefühl der Hilflosigkeit beruht einerseits auf gesellschaftlichen Einschränkungen, wie Obdachlosigkeit, Arbeitslosigkeit, Schulden, Stress, Mobbing, andererseits auf externen Belastungen, wie Familienkonflikten, Trauer und Einsamkeit, oder physischen oder psychischen Krankheiten, wie Depression und Angst, aber auch Lähmung, Amputation oder Schmerz. Hilflosigkeit ist zuallererst das Ohnmachtsgefühl, sich selbst nicht helfen zu können, in der Folge aber auch, keine Hilfe zu bekommen oder annehmen zu können.
Christopher Kofahl hat in seinem Theoriemodell der Entstehung von Selbsthilfegruppen der Hilflosigkeit einen zentralen Stellenwert eingeräumt. Der Kontrollverlust in der Hilflosigkeit beruht in seinem Modell auf:
- Abhängigkeit von formalen sozialen Sicherungssystemen einerseits und
- Vertrauensverlust in die professionell-sozialstaatliche Versorgung andererseits.

Hilflosigkeit ist aber auch durch individuelle Prädisposition definiert. Die internale Attribution negativer Ereignisse, das Gefühl, selbst schuld zu sein, führt zu einem verminderten Selbstwertgefühl. Wer über niedrigen Selbstwert oder pessimistischen Attributionsstil verfügt, lebt mit hohem Risiko, in Depression oder Angst zu fallen, wenn er mit unkontrollierbaren Ereignissen konfrontiert wird. Lyn Yvonne Abramson beschreibt 1989 in ihrer Theorie der Hoffnungslosigkeitsdepression als motivationales Symptom die Hilflosigkeitserwartung und als emotionales Symptom die Erwartung, dass ein negatives Ereignis eintreten werde. Als Helfersyndrom bezeichnet Wolfgang Schmidbauer sein Modell der Hilflosigkeit der Helfer. Der Betroffene verinnerlicht das Ideal, dass er nur dann gut sei, wenn er Schwächeren hilft.
Eine Schlüsselrolle spielt die existenzielle Erfahrung von Hilflosigkeit auch bei der Entstehung von psychischen Traumata. Menschen, die sich in einer Extremsituation ein Minimum von Handlungsfähigkeit und Kontrolle bewahren können, zeigen eine bessere Resistenz gegen gravierende Traumafolgen als solche, die von der Erfahrung ihrer Ohnmacht überwältigt werden.

## Objektiver Tatbestand
Im medizinischen Bereich in Deutschland gilt laut allgemeingültiger Definition als hilflos, wer „infolge von Gesundheitsstörungen nicht nur vorübergehend […] zur Sicherung seiner persönlichen Existenz […] fremder Hilfe dauerhaft bedarf.“ Als minimaler Betreuungsbedarf für Hilflose werden zwei Stunden täglich angenommen, während Pflegebedürftige ab 45 Minuten täglich betreut werden können.
In der Schweiz wird die Vergabe von Hilflosenentschädigung versicherungstechnisch klar geregelt. Hilflosigkeit liegt vor, wenn die versicherte Person
- in alltäglichen Lebensverrichtungen regelmäßig auf die Hilfe von Dritten angewiesen ist,
- wegen ihres Gebrechens dauernde und besonders aufwändige Pflege benötigt,
- einer dauernden persönlichen Überwachung bedarf,
- wegen einer schweren Sinnesschädigung oder eines schweren körperlichen Gebrechens nur mit Hilfe Dritter in der Lage ist, gesellschaftliche Kontakte zu pflegen,
- dauernd auf lebenspraktische Begleitung angewiesen ist.

## Rechtswissenschaft
Die Hilflosigkeit ist auch ein Rechtsbegriff, der u. a. als Regelbeispiel in § 243 Abs. 1 Nr. 6 StGB (besonders schwerer Diebstahl) und § 35 Abs. 1 und 5 BVG verwendet wird. Diese wird jedoch von der Rechtsprechung nach Rechtsgebiet unterschiedlich definiert.